# Saison 1 des Hommes de l'ombre
Chronologie
Saison 2
Cet article présente les épisodes de la première saison de la série télévisée française Les Hommes de l'ombre.

## Distribution

### Équipe d'Anne Visage
- Nathalie Baye : Anne Visage, secrétaire d'état aux affaires sociales et candidate à la présidentielle
- Bruno Wolkowitch : Simon Kapita, spin doctor
- Clémentine Poidatz : Valentine, plume des discours
- Yves Pignot : Robert Palissy, sénateur, directeur de campagne d'Anne Visage et fondateur du parti centriste Parti Du Rassemblement (PDR) (épisodes 2 à 6)
- Aïssatou Diop : Lili, attachée de presse (épisodes 2 à 6)
- Marianne Fabbro : Juliette, fille de Simon Kapita
- Mathieu Barbet : Marc Kajanef, webmaster
- François-Régis Marchasson : Petitjean, chef de file du PDR allié à Anne Visage (épisodes 3 et 6)

### Équipe de Philippe Deleuvre
- Philippe Magnan : Philippe Deleuvre, Premier ministre et candidat à la présidentielle
- Grégory Fitoussi : Ludovic Desmeuze, spin doctor et ancien élève de Simon Kapita
- Philippe Hérisson : Jean Guénelon, chef de cabinet de Philippe Deleuvre

### Équipe d'Alain Marjorie
- Nicolas Marié : Alain Marjorie, chef de l'opposition de gauche (épisodes 2 à 6)
- Smadi Wolfman : Alexandra, spin doctor (épisodes 4 à 6)

### Autres
- Valérie Karsenti : Apolline Vremier, journaliste et ex-femme de Simon Kapita
- Abdelhafid Metalsi : Commissaire Malik Gendre, chef de la sécurité du Président
- Sandra Choquet : Claudia (épisodes 2 à 6)
- Christiane Millet : Isabelle Desportes, femme du Président décédé (épisodes 1 à 4)
- Patrick Harivel : Ministre de l'Intérieur (épisodes 2, 4 et 5)
- Jackee Toto : Jamie (épisodes 1 et 4)
- Serge Biavan : Commissaire Prat, chef de l'anti-terrorisme (épisodes 1 et 6)
- Cyril Couton : Le sondeur (épisodes 2 et 5)

## Liste des épisodes

### Épisode 1:L’Attentat
- François Dunoyer : Pierre Desportes, Président de la République
- Gabriel Le Doze : Dr Dove Biekel
- Patrick Steltzer : Jean-Claude Radam, l'homme au manteau qui exécute l'attentat
- Tadrina Hocking : Assistante de Deleuvre
- Xavier Dufour : Journaliste à Matignon
- Patrice Zonta : Militant de l'usine
- Aurore Migeon : Fille d'Anne Visage
- Louis de Villers : Fils d'Anne Visage
- Edouard Lamoitier : Stagiaire

### Épisode 3:La Conquête du centre
- Tadrina Hocking : Assistante de Deleuvre
- Marc Yeh : Homme noir dans l'usine
- Cédric Bouvier : Flic dans l'usine
- Marie Lemaréchal : Femme noire
- Pierre-Robert Nana : Ami noir
- Alice David : Beurette
- Coralie Emilion : Annie

### Épisode 4:Le Témoin
- Agnès Akopian : Journaliste avion
- Jérémy Bardeau : Journaliste Foulon
- Sonia Fernandez Velasco : Journaliste en salle de presse
- Daniel Briquet : Serge, le réalisateur
- Marie Lemaréchal : Femme noire
- Pierre-Robert Nana : Ami noir
- François-Moïse Bamba : Policier à l'aéroport de Bamako
- Adama Pamtaba : Policier à Bamako
- Serge Abouga : Policier #2 à Bamako
- Marie-Chantal Nitiema : Policier #3 à Bamako
- Mahamoudou Tiendrébéogo : Chauffeur de police à Bamako

### Épisode 5:Le Ralliement
- Nicolas Devanne : Technicien Meeting de Lyon
- Jean-Baptiste Chauvin : Policier technique
- Laurent Pons : Joseph
- Aurélien Cavaud : Journaliste interview d'Anne Visage

### Épisode 6:Trahisons
- Isabelle Vladic : Infirmière Valentine
- Daniel Briquet : Serge, le réalisateur
- Annie Ruffet : Journaliste QG Deleuvre
- Cédric Vieira : Médecin psychiatre